# John P. Burgess
John Patton Burgess, née le 5 juin 1948, est professeur de philosophie à l'université de Princeton. Il est titulaire d'un Ph.D. obtenu au groupe de logique et méthodologie des sciences de l'université de Californie à Berkeley. Ses travaux portent sur la logique, la philosophie des mathématiques et la méta-éthique. Il est l'auteur de nombreux articles sur la logique mathématique et philosophique ainsi que sur la philosophie des mathématiques et (avec Gideon Rosen) de A Subject With No Object. En 2012, il est élu membre de l'Académie américaine des arts et des sciences.

## Ouvrages
- 1997. A Subject with No Object: Strategies for Nominalistic Reconstrual of Mathematics (with Gideon Rosen), Oxford University Press.  (ISBN 0198236158)
- 2005. Fixing Frege, Princeton University Press.  (ISBN 0691122318)
- 2007. 'Computability and Logic (avec George S. Boolos et Richard Jeffrey), Cambridge University Press.  (ISBN 0521877520)
- 2008. Mathematics, Models, and Modality: Selected Philosophical Essays, Cambridge University Press.  (ISBN 0521880343)
- 2009. Philosophical Logic, Princeton University Press.  (ISBN 0691137897)
- 2015. Rigor and Structure, Oxford University Press.  (ISBN 9780198722229)

## Source de la traduction
- (en) Cet article est partiellement ou en totalité issu de l’article de Wikipédia en anglais intitulé « John P. Burgess » (voir la liste des auteurs).